# Orrtjärnen (Vilhelmina socken, Lappland)
Orrtjärnen är en sjö i Vilhelmina kommun i Lappland och ingår i Ångermanälvens huvudavrinningsområde.